# استفن یوهو
استفن یوهو (انگلیسی: Stephan Joho؛ زادهٔ ۴ سپتامبر ۱۹۶۳) دوچرخه‌سوار اهل سوئیس است.